# Mester Viktória
Mester Viktória (Mezőtúr, 1977. július 30.) magyar operaénekes (mezzoszoprán).
A békéscsabai Bartók Béla Zeneművészeti Szakközépiskolában végzett szolfézs-zeneelmélet és magánének szakon. 1996-tól Toldy Mária musical-stúdiójában tanult. 1997-ben a Magyar Rádió Énekkarába, majd a Nemzeti Énekkarba került, ahol dolgozott olyan karmesterekkel is, mint Kobajasi Kenicsiró, Kocsis Zoltán és Solti György. 1998-tól a Liszt Ferenc Zeneművészeti Egyetem magánének, majd 2002-től opera szakos hallgatója, tanárai Andor Éva és Kovalik Balázs voltak. A Miskolci Nemzeti Színház állandó vendége volt öt évadon át (Carmen címszerepe, Hoffmann meséiben Miklós). A Magyar Állami Operaház vendégművésze 2006 októberétől, ahol Rigoletto Maddalénájaként debütált.

## Főbb szerepei
- Olga (Csajkovszkij: Anyegin)
- Carmen (Bizet: Carmen)
- Isabella (Rossini: Olasz nő Algírban)
- Mercellina, Cherubino (Mozart: Figaro házassága)
- Maddalena (Verdi: Rigoletto)
- Mezzoszoprán szóló (Verdi: Requiem)
- Lola (Mascagni: Parasztbecsület)
- Bersy (Giordano: Andréa Chénier)
- Judit (Bartók: A kékszakállú herceg vára)
- Rosina (Rossini: A sevillai borbély)
- Tigrana (Puccini: Edgar)
- Szuzuki (Puccini: Pillangókisasszony)

## Díjai
- Magyar Ezüst Érdemkereszt (2014)[2]

## Családja
Párja Molnár Levente operaénekes, lányuk Ajna Mária.

## Külső hivatkozások
- Mester Viktória az Operaház honlapján
- Imádság. Molnár Levente, Mester Viktória és kislányuk, Ajna. Youtoube.com